# El Cabito (novela)
El Cabito es una novela política escrita por Pedro María Morantes  (Pío Gil), publicada entre 1909 y 1917, que tiene como personaje principal a Cipriano Castro, apodado "El Cabito".

## Contenido
En esta novela, el protagonista pierde una oportunidad de asesinar al tirano y la heroína que muere en un convento. La crítica de Pío Gil se dirige contra los oportunistas políticos que operan entre el pueblo y el presidente. La narrativa de la novela enfoca alternativamente a grupos e individuos.

## Película
En 1978, se estrenó una adaptación cinematográfica dirigida por Daniel Oropeza.